# Středoevropský pohár 1935
Sezóna 1935 byla devátým ročníkem Středoevropského poháru. Zúčastnily se nejlepší týmy z uplynulého ročníku domácí ligy z Československa, Rakouska, Maďarska a Itálie a někteří z vítězů národních pohárů uvedených zemí. Vítězem se stal tým AC Sparta Praha.

## Osmifinále
| Domácí v 1. zápase   | Celkem | Hosté v 1. zápase | 1. zápas | 2. zápas |
| -------------------- | ------ | ----------------- | -------- | -------- |
| SK Admira Wien       | 4 - 9  | Hungária FC       | 3 - 2    | 1 - 7    |
| FC Viktoria Plzeň    | 4 - 8  | Juventus FC       | 3 - 3    | 1 - 5    |
| First Vienna FC 1894 | 4 - 6  | AC Sparta Praha   | 1 - 1    | 3 - 5    |
| Újpest FC            | 3 - 6  | AC Fiorentina     | 0 - 2    | 3 - 4    |
| SK Rapid Wien        | 4 - 5  | SK Židenice       | 2 - 2    | 2 - 3    |
| AS Roma              | 3 - 9  | Ferencvárosi TC   | 3 - 1    | 0 - 8    |
| Szegedi FC           | 2 - 4  | SK Slavia Praha   | 1 - 4    | 1 - 0    |
| AS Ambrosiana Inter  | 3 - 8  | FK Austria Wien   | 2 - 5    | 1 - 3    |

## Čtvrtfinále
| Domácí v 1. zápase | Celkem | Hosté v 1. zápase | 1. zápas | 2. zápas |
| ------------------ | ------ | ----------------- | -------- | -------- |
| Hungária FC        | 2 - 4  | Juventus FC       | 1 - 3    | 1 - 1    |
| AC Sparta Praha    | 8 - 4  | AC Fiorentina     | 7 - 1    | 1 - 3    |
| SK Židenice        | 5 - 8  | Ferencvárosi TC   | 4 - 2    | 1 - 6    |
| SK Slavia Praha    | 2 - 2  | FK Austria Wien   | 1 - 0    | 1 - 2    |

## Semifinále
| Domácí v 1. zápase | Celkem | Hosté v 1. zápase | 1. zápas | 2. zápas |
| ------------------ | ------ | ----------------- | -------- | -------- |
| AC Sparta Praha    | 3 - 3  | Juventus FC       | 2 - 0    | 1 - 3    |
| Ferencvárosi TC    | 6 - 5  | FK Austria Wien   | 4 - 2    | 2 - 3    |

## Finále
| Domácí v 1. zápase | Celkem | Hosté v 1. zápase | 1. zápas | 2. zápas |
| ------------------ | ------ | ----------------- | -------- | -------- |
| Ferencvárosi TC    | 2 - 4  | AC Sparta Praha   | 2 - 1    | 0 - 3    |